# دايفيد تايلور
دايفيد تايلور (بالإنجليزية: David Taylor)‏ هو لاعب شطرنج أمريكي، ولد في 30 مايو 1941.

## وصلات خارجية
- دايفيد تايلور على موقع مباريات الشطرنج (الإنجليزية)
- دايفيد تايلور على موقع اتحاد المراسلات الدولية للشطرنج (الإنجليزية)